# Paul Wagner
 (février 2013).
Si vous disposez d'ouvrages ou d'articles de référence ou si vous connaissez des sites web de qualité traitant du thème abordé ici, merci de compléter l'article en donnant les références utiles à sa vérifiabilité et en les liant à la section « Notes et références ».
Paul Wagner est un écrivain français,né le 22 novembre 1931 à La Roche-sur-Yon et mort le 13 mars 2012 à Bron.

## Biographie
Il est l'auteur de nombreux ouvrages dont Graine d'ortie, roman autobiographique paru en 1971. Ce roman raconte l'histoire d'un petit garçon, Paul Guillet, abandonné par sa mère, qui le place à l'assistance publique. Cet ouvrage est adapté à la télévision en 1973 par le réalisateur Yves Allégret.
L’Académie française lui décerne le prix Paul-Flat en 1971.
Paul Wagner écrit la suite en 1974 Graine d'homme (Graine d'ortie II), puis L'Enfant et les magiciens en 1976 et L'Éducateur ou le printemps des coupables en 1978 aux éditions de la Table ronde.
Il est  le fils adoptif de l'acteur Jean Parédès décédé en 1998.